# Gridlock’d – Voll drauf!
Gridlock’d – Voll drauf! (Originaltitel: Gridlock’d) ist eine US-amerikanische Filmkomödie von Vondie Curtis-Hall aus dem Jahr 1997.

## Handlung
Die Musikerin Barbara Cook nimmt eine Überdosis Drogen und wird im komatösen Zustand ins Krankenhaus eingeliefert. Die mit ihr befreundeten Mitglieder derselben Musikgruppe, Ezekiel Whitmore und Alexander Rawland, wollen an einem Drogenentzugsprogramm teilnehmen. Sie werden jedoch immer wieder aufgrund diverser Formalitäten abgewiesen.
Die Polizei nimmt irrtümlich an, Whitmore und Rawland seien in einen Mordfall verwickelt. In einem Schnellrestaurant sehen sie im eingeschalteten Fernseher ihre Phantombilder. Als der bedienende Mann sich wieder umdreht, sind die Stühle von Rawland und Whitmore bereits leer.
Whitmore erfährt im Drogentherapiezentrum, dass er schneller ins Programm aufgenommen werden könnte, wenn er HIV-positiv wäre. Er erzählt es Rawland, der sich auf der Toilette wieder Drogen spritzt. Rawland offenbart in diesem Moment, dass er HIV habe, aber es zuvor nicht zugeben wollte.
Zwei Polizisten kontrollieren die Toilette und verhaften die Musiker. In diesem Augenblick strömen Menschen in die Toilette, die vor einem blinden Mann und seinem bissigen Hund fliehen, die sich im Empfangsraum des Zentrums aufhalten. Whitmore und Rawland entkommen.
Die Musiker werden von zwei Drogendealern bemerkt und verfolgt. Das Geschehen wird von den Polizisten beobachtet, die die Dealer einholen und verhaften. Die Musiker entkommen erneut.
Cook wacht aus dem Koma auf. In der letzten Szene sieht man Cook, Rawland und Whitmore, die gemeinsam auf der Szene auftreten.

## Kritiken
James Berardinelli bezeichnete den Film auf ReelViews als eine „schwarzhumorige“, „boshafte“ Satire. Sie sei so gut, weil sie auf der Leinwand Dinge zeige, die in jeder größeren Stadt passieren könnten. Berardinelli verglich den Film mit Brazil von Terry Gilliam. Die Szenen, in denen die Hauptcharaktere von zwei Verbrechern gejagt werden, seien „unnötig“ und würden vom Hauptstrang der Handlung ablenken. Berardinelli lobte die Arbeit von Vondie Curtis-Hall sowie die Darstellungen von Tupac Shakur und Tim Roth.
Roger Ebert schrieb in der Chicago Sun-Times vom 31. Januar 1997, der Film sei „betrüblich“, aber auch „überraschend unterhaltsam“. Er lebe von den „grungigen“ („grungy“) Dialogen. Tim Roth spiele natürlich und entspannt, Tupac Shakur füge dem „Ernsthaftigkeit“ hinzu.

## Auszeichnungen
Elizabeth Peña wurde im Jahr 1998 für den ALMA Award nominiert. Der Film gewann 1998 den kalifornischen Prism Award, der für Filme verliehen wird, die die Drogenproblematik thematisieren.
Die Deutsche Film- und Medienbewertung FBW in Wiesbaden verlieh dem Film das Prädikat besonders wertvoll.

## Hintergrund
Der Film wurde in Los Angeles gedreht. Er spielte in den Kinos der USA ca. 5,5 Millionen US-Dollar ein.
Gridlock’d steht als Slangausdruck für „Wenn nichts mehr geht“.